# راونگ
راونگ، روستایی در دهستان کریان بخش کریان شهرستان میناب در استان هرمزگان ایران است. این روستا، مرکز دهستان کریان  است. و از زیرشاخه های روستای زرتوجی میباشد 

## جمعیت
بر پایه سرشماری عمومی نفوس و مسکن در سال ۱۳۹۵، جمعیت این روستا برابر با ۲٬۸۰۰ نفر (۷۵۳ خانوار) بوده‌است.